# Список умерших в 654 году

## Июнь
- 1 июня — Пирр — патриарх Константинопольский (638—641 и в 654).

## Октябрь
- 1 октября — Бавон — святой, почитаемый как в католической, так и в православной церкви.

## Ноябрь
- 24 ноября — Император Котоку — 36-й император Японии (645—654).

## Дата смерти неизвестна или требует уточнения
- Абдуррахман ибн Ауф — один из наиболее известных сподвижников пророка Мухаммада.
- Анна — король Восточной Англии (636—654).
- Дунхад I — король гэльского королевства Дал Риада (650—654).
- Каб аль-Ахбар, йеменский иудей, принявший ислам; авторитетный толкователь Корана.
- Коналл Каэл — король Кенел Конайлл (будущего Тирконнелла) и верховный король Ирландии (642—654).
- Пётр IV, Папа и Патриарх Александрийский и всего Египта (642—654).
- Чиндок-ёван, королева древнекорейского государства Силла (647—654).